# Hôtel Biron
Hôtel Biron je městský palác v Paříži. Nachází se v ulici Rue de Varenne v 7. obvodu. Od roku 1919 zde sídlí Rodinovo muzeum.

## Historie
Palác Biron nechal postavit v letech 1727-1728 v sousedství pařížské Invalidovny finančník Abraham Peyrenc de Moras architektem Jeanem Aubertem (1680-1741). Peyrenc de Moras zemřel v roce 1732 a jeho vdova pronajala palác vévodkyni z Maine Anně Louise Bénédicte Bourbon-Condé, nevlastní dceři Ludvíka XIV.
V roce 1753 panství koupil maršál Francie Louis Antoine de Gontaut-Biron (vítěz v bitvě u Fontenoy v roce 1745 během Válek o rakouské dědictví) a palác byl pojmenován po něm. Nechal kompletně přetvořit tříhektarový park, což realizoval architekt Dominique-Madeleine Moisy. V roce 1788 majetek zdědil po svém strýci Armand-Louis de Gontaut Biron, který byl popraven gilotinou v roce 1793. Palác byl pronajat provozovatelům veřejných bálů a později zde byl jarmark. Během Konzulátu a Prvního císařství v paláci sídlil papežský nuncius, posléze ruský velvyslanec.
V roce 1820 vévodkyně de Béthune-Charost palác odkázala Kongregaci nejsvětějšího srdce Ježíšova, kterou v roce 1804 založila Madeleine-Sophie Barat. Toto společenství se věnovalo výchově mladých dívek z rodin šlechty a vyšší buržoazie. V roce 1905 po přijetí zákona o odluce církve od státu byl palác konfiskován státem a jako neobývaný postupně chátral.
Byl určen k demolici a sloužil jako provizorní sídlo mnoha umělcům jako byli např. spisovatel Jean Cocteau, malíř Henri Matisse, herec Édouard de Max, tanečnice Isadora Duncanová, která zde měla svou taneční školu. V roce 1908 zde zřídil na radu svého přítele Rainera Marii Rilkeho svůj ateliér také sochař Auguste Rodin.
V roce 1911 stát v jižní části paláce zřídil Lyceum Victor-Duruy.
Auguste Rodin nabídl státu, že mu odkáže celou svou uměleckou sbírku za předpokladu, že se palác Biron stane jeho muzeem. Podporu návrhu vyjádřili Claude Monet, Octave Mirbeau, Raymond Poincaré, Georges Clemenceau nebo Étienne Clémentel a Národní shromáždění odhlasovalo převzetí daru 24. prosince 1916. Rodin daroval státu všechny své sbírky soch, výkresů, fotografií a také svou písemnou pozůstalost včetně autorských práv, nábytek a osobní předměty. Muzeum zde bylo otevřeno v roce 1919 dva roky po sochařově smrti.
V roce 1926 byl palác spolu se zahradou zapsány na seznam historických památek.
V letech 2012-2014 proběhla renovace celého paláce.